# Comarca Valle de Aridane
Die Comarca Valle de Aridane ist eine der 15 Comarcas in der Provinz Santa Cruz de Tenerife.
Die im Südwesten der Insel La Palma gelegene Comarca umfasst vier Gemeinden auf einer Fläche von 239,50 km².

## Gemeinden
| Gemeinde                 | Einwohner (2024) | Fläche km² | Dichte Einw./km² | Cod INE | Postleitzahl       |
| ------------------------ | ---------------- | ---------- | ---------------- | ------- | ------------------ |
| Fuencaliente de la Palma | 1.900            | 56,42      | 34               | 38014   | 38740              |
| Los Llanos de Aridane    | 20.283           | 35,79      | 567              | 38024   | 38760, 38767–38769 |
| El Paso                  | 8.156            | 135,92     | 60               | 38027   | 38750              |
| Tazacorte                | 4.559            | 11,37      | 401              | 38045   | 38770              |
| Comarca Valle de Aridane |                  | 239,50     | 0                | –       | –                  |

## Nachweise
1. ↑  Instituto Nacional de Estadística Municipal Register of Spain
2. ↑  Regionen und Großregionen der Kanarischen Inseln, territoriale Abgrenzungen für statistische Zwecke